# Olga Dickie
Olga Dickie (Mariani, 28 agosto 1900 – Sydney, 7 marzo 1992) è stata un'attrice britannica naturalizzata australiana.

## Biografia e carriera
Nata in India da genitori scozzesi, nel 1952 apparve nella serie televisiva britannica The Three Hostages. Il suo secondo film, l'acclamato Dracula il vampiro (1958), fu il primo di una celebre saga su Dracula. 
In età avanzata si trasferì in Australia dove lavorò nelle serie televisive Wandin Valley, Ritorno a Eden e Dottori con le ali e in film come Picnic ad Hanging Rock (Il lungo pomeriggio della morte) (1975). 
Morì a Sydney a 91 anni.

## Filmografia parziale

### Cinema
- Dracula il vampiro (Dracula), regia di Terence Fisher (1958)
- The Spaniard’s Curse, regia di Ralph Kemplen (1958)
- Picnic ad Hanging Rock (Picnic at Hanging Rock), regia di Peter Weir (1975)

### Televisione
- The Three Hostages (1952)
- Wandin Valley
- Ritorno a Eden
- Dottori con le ali (The Flying Doctors) (1990)